# Weissach
Weissach település Németországban, azon belül Baden-Württembergben. Lakosainak száma 7709 fő (2023. december 31.).

## Népesség
A település népessége az elmúlt években az alábbi módon változott:
| Lakosok száma | 5004 | 7497 | 7519 | 7603 | 7639 | 7709 |
|               | 1975 | 2017 | 2019 | 2021 | 2022 | 2023 |